# František Bohuslav Batovec

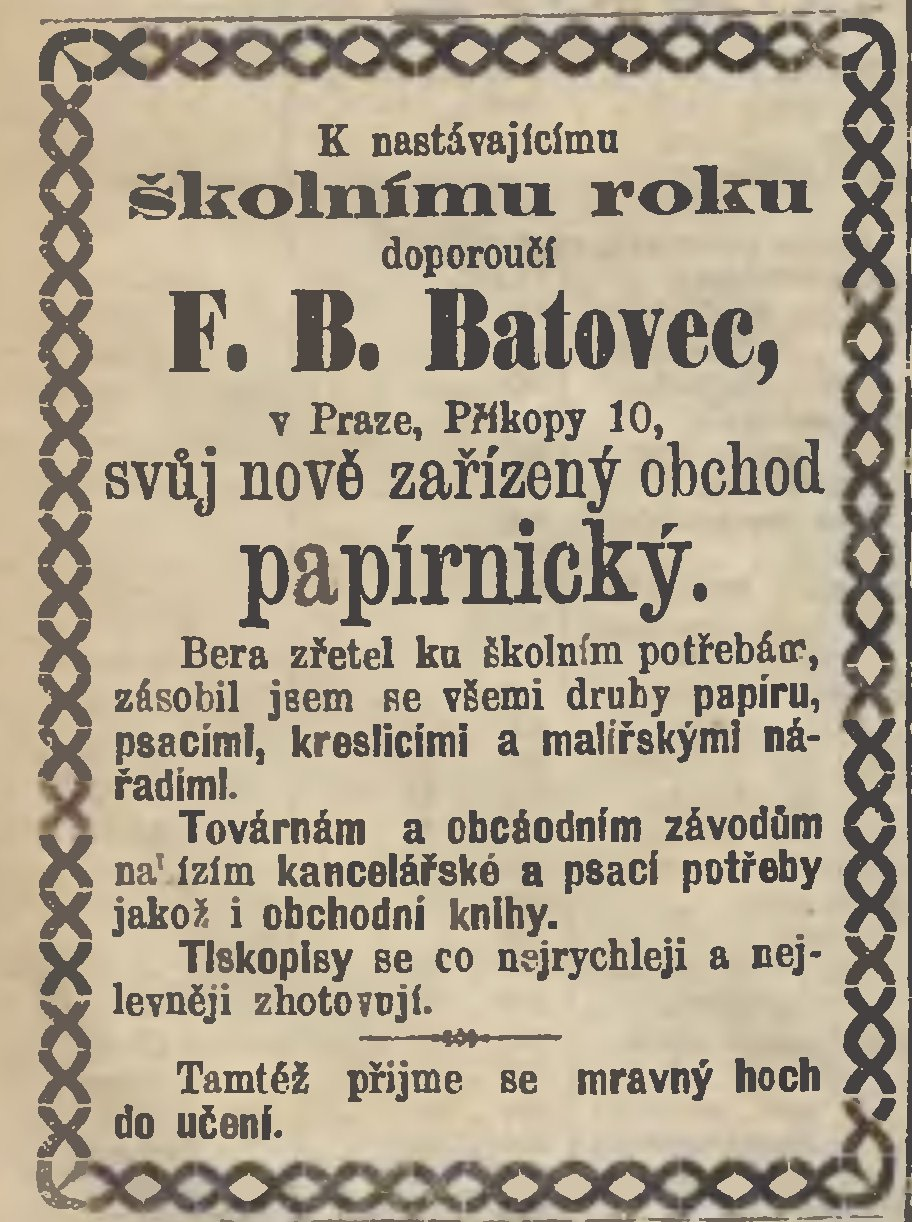
Inzerát Batovcova papírnictví v Národních listech r. 1873

František Bohuslav Batovec (5. října 1846 Praha — 14. října 1909 Praha) byl český velkoobchodník a průmyslník. Roku 1873 otevřel v Praze na Příkopě úspěšné papírnictví, které se stalo základem významného velkoobchodu, spojeného s knihtiskárnou a litografickým závodem. Byl veřejně činný v podnikatelských sdruženích (např. starosta grémia pražských knihtiskařů a písmolijců, zakládající člen spolku Merkur) i vlasteneckých organizacích (Sokol aj.), zastával funkci soudce-laika v u c. k. obchodního soudu. Získal titul císařského rady a rytířský řád Františka Josefa. Požíval velké úcty zejména v podnikatelských kruzích. Po jeho smrti pokračoval v řízení závodu pod původním jménem (F. B. Batovec) jeho syn Alexandr.

## Život
Narodil se 5. října 1846 v Praze-Starém Městě v čp. 120 (některé zdroje uvádějí nesprávné místo narození v Jílovém u Prahy). Navštěvoval obecnou školu v Jílovém a absolvoval akademické gymnázium. Na přání rodičů se pak věnoval na obchodu. Začínal od nejnižší pozice, ale brzy se vypracoval na obchodního cestujícího firmy Müller a spol., dodavatele zařízení pro cukrovary. Procestoval Německo, Belgii, Francii, Švýcarsko a Itálii, kde získal cenné zkušenosti. Po návratu r. 1873 se oženil a založil v Praze na Příkopě vlastní papírnictví. Na tomto základě pak v následujících desetiletích vybudoval knihtiskárnu, jednu z největších v Praze, spojenou s litografickým závodem.
Byl rovněž veřejně činný. Koncem 80. let zastával funkci starosty grémia pražských knihtiskařů a písmolijců. Byl předsedou diskontního družstva při České průmyslové bance, zakládajícím členem a zasloužilým činitelem spolku Merkur, členem obchodní a živnostenské komory i pražského Sokola a obětavým podporovatelem vlasteneckých spolků. Stal se soudcem-laikem u c. k. obchodního soudu.

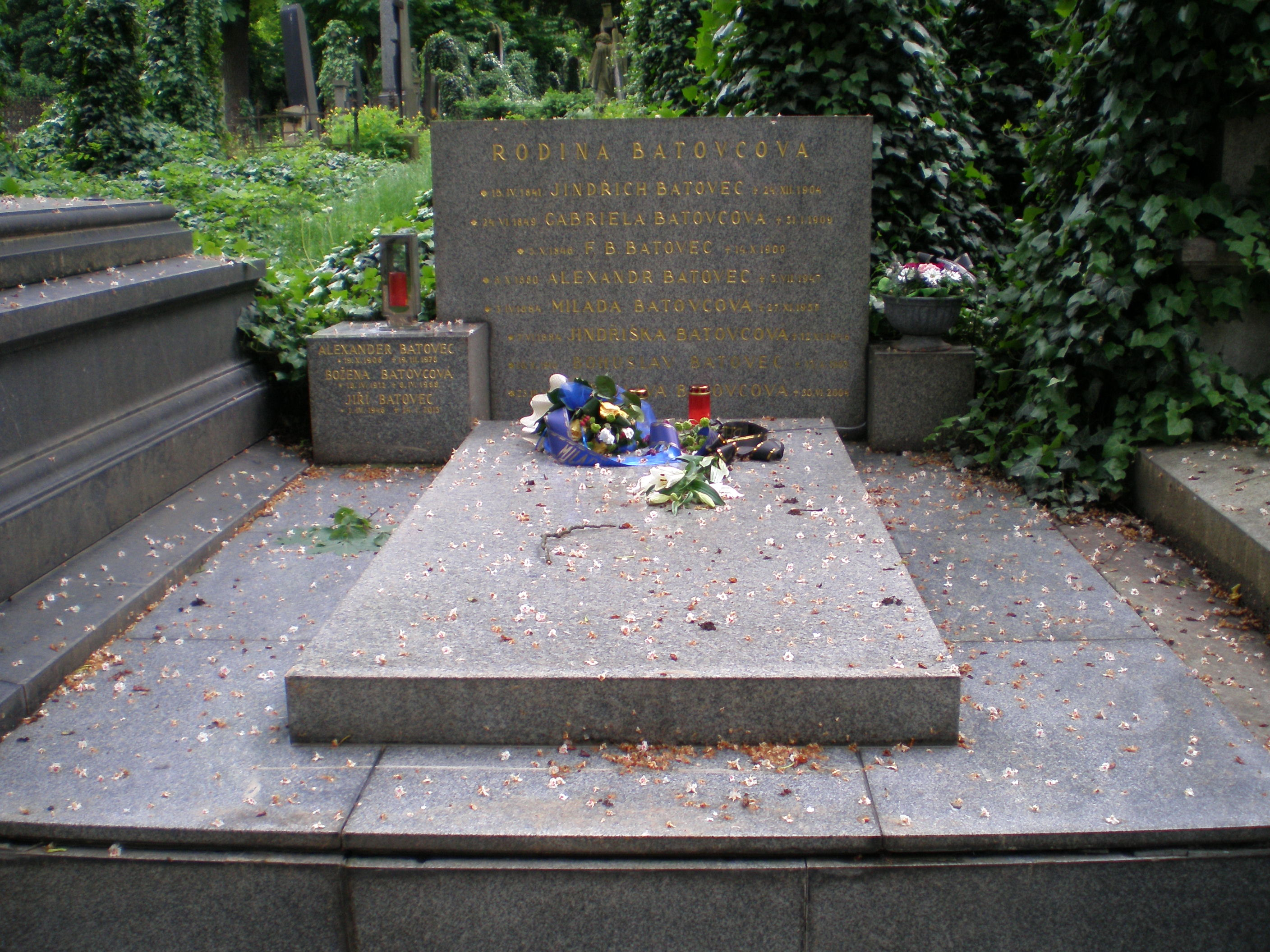
Hrob Františka Bohuslava Batovce na Olšanských hřbitovech v Praze

Batovec byl ve své době považován za vzor moderního českého obchodníka a průmyslníka, který vlastní pílí vybudoval svůj podnik k dokonalosti a zajistil si tak čestné místo v obchodních a finančních kruzích. Současníci oceňovali rovněž jeho veřejnou činnost ve prospěch českých národních zájmů. Získal titul císařského rady a roku 1908 rytířský řád Františka Josefa. Město Jílové mu udělilo čestné občanství.
Zemřel 14. října 1909, několik měsíců po své manželce. Pohřben byl na Olšanech po obřadu v kostele Panny Marie Sněžné, za velké účasti představitelů průmyslu, obchodu, finančních institucí, městské samosprávy i občanských sdružení.

## Další osudy závodu F. B. Batovec
Po Batovcově smrti převzal závod jeho syn Alexandr Batovec (1880–1947), který tam již předtím pracoval jako prokurista, a pokračoval v jeho rozvoji. Roku 1913 byl jmenován c. k. dvorním dodavatelem. 30. června 1923 oslavil podnik padesát let svého trvání. Roku 1929 se přestěhoval z dosavadní adresy (Na příkopě 16) do nového sídla na Národní třídě 39 vedle Platýzu.
Na tradici, přerušenou v době komunismu, navázala firma F, B, Batovec spol. s r.o., zapsaná do obchodního rejstříku 24. listopadu 1992 s předmětem podnikání knihtisk, ocelotisk, reprografické služby, koupě zboží za účelem prodeje a prodej a vydavatelská činnost. Jednatelem byl do roku 2006 Alexandr Batovec. Roku 2009 vstoupila společnost do likvidace a o dva roky později byla vymazána z obchodního rejstříku. Dnes je na historické adrese malá rodinná Tiskárna Batovec, zaměřená na vizitky, svatební a promoční oznámení apod.

## Známé publikace
Závod F. B. Batovec vydal například tyto příručky:
- Politický kalendář občanský a adresář zemí koruny České na rok ... (název se několikrát měnil, v letech 1895–1904 obsahoval výraz „Batovcův“)[16]
- Batovcův Příruční místopis Čech, Moravy a Slezska pro praktickou potřebu zvláště upravený (1900)[17]
- Batovcův zápisník kalendářní pro úřady a kanceláře v zemích koruny České na rok 1902-26. Ročník I-XXV [18]
- Batovcův příruční místopis zemí Koruny české Čech, Moravy a Slezska zpracovaný na základě sčítání z r. 1900 a nejnovějších úředních udání a pro praktickou potřebu zvláště upravený (1907)[19]